# سرشماری ۲۰۰۱ بریتانیا
سرشماری ۲۰۰۱ بریتانیا بیست‌ودومین سرشماری تاریخ بریتانیا بوده‌است.
این سرشماری در تاریخ ۲۹ آوریل ۲۰۰۱ میلادی توسط سازمان ملی آمار بریتانیا (ONS) در کشورهای انگلستان و ولز، سازمان ثبت عمومی اسکاتلند (GROS) در اسکاتلند و آژانس آمار و تحقیقات ایرلند شمالی (NISRA) در ایرلند شمالی صورت گرفته‌است. جمعیت کل بریتانیا در این سرشماری ۵۸٬۷۸۹٬۱۹۴ نفر بود است.

## دین
- مسیحی: ۷۲٫۰٪
- مسلمان: ۳٪
- هندو: ۱٪
- سیک: ۰٫۶٪
- یهودی: ۰٫۵٪
- بودایی: ۰٫۳٪
- دین‌های دیگر: ۰٫۳٪

## نژاد
| قومیت                 | جمعیت      | % درصد* |
| --------------------- | ---------- | ------- |
| سفیدپوست بریتانیایی   | ۵۰٬۳۶۶٬۴۹۷ | ۸۵٫۶۷٪  |
| سفیدپوست‌های دیگر      | ۳٬۰۹۶٬۱۶۹  | ۵٫۲۷٪   |
| هندی                  | ۱٬۰۵۳٬۴۱۱  | ۱٫۸٪    |
| پاکستانی              | ۷۴۷٬۲۸۵    | ۱٫۳٪    |
| سفیدپوست ایرلندی      | ۶۹۱٬۲۳۲    | ۱٫۲٪    |
| مختلط بریتانیایی      | ۶۷۷٬۱۱۷    | ۱٫۲٪    |
| سیاه‌پوست کارائیبی     | ۵۶۵٬۸۷۶    | ۱٫۰٪    |
| سیاه‌پوست آفریقایی     | ۴۸۵٬۲۷۷    | ۰٫۸٪    |
| بنگلادشی              | ۲۸۳٬۰۶۳    | ۰٫۵٪    |
| آسیایی (به‌جز چینی)    | ۲۴۷٬۶۶۴    | ۰٫۴٪    |
| چینی                  | ۲۴۷٬۴۰۳    | ۰٫۴٪    |
| دیگر نژادها           | ۲۳۰٬۶۱۵    | ۰٫۴٪    |
| دیگر نژادهای سیاه‌پوست | ۹۷٬۵۸۵     | ۰٫۲٪    |
| مجموع                 | ۵۸٬۷۸۹٬۱۹۴ | ۱۰۰٪    |